# Nélson Pina
Nélson Moreno Oliveira Pina, más conocido Nélson Pina, (Lisboa, 1 de marzo de 1985) es un jugador de balonmano caboverdiano, nacido en Portugal, que juega de pívot o extremo izquierdo. Es internacional con la selección de balonmano de Cabo Verde.

## Palmarés internacional
| Campeonato Africano | Campeonato Africano | Campeonato Africano | Campeonato Africano |
| Año                 | Lugar               | Medalla             |                     |
| ------------------- | ------------------- | ------------------- | ------------------- |
| 2022                | Egipto              | Medalla de plata    |                     |